# Искривлённое произведение
Искривлённое произведение римановых, а также псевдоримановых многообразий — обобщение прямого произведения. 

## Определение
Пусть {\displaystyle B=(B,g)} и {\displaystyle F=(F,h)} — два псевдоримановых многообразия
и {\displaystyle f\colon B\to \mathbb {R} } гладкая положительная функция.
Тогда произведение {\displaystyle B\times F} с метрикой {\displaystyle g\oplus (f^{2}\cdot h)} называется искривлённым произведением {\displaystyle B=(B,g)} и {\displaystyle F=(F,h)} по функции {\displaystyle f}. Точнее, касательное пространство {\displaystyle \mathrm {T} _{(b,x)}(B\times F)} можно идентифицировать с произведением касательных пространств {\displaystyle \mathrm {T} _{b}B\times \mathrm {T} _{x}F} и значит на нём можно рассмотреть прямую сумму квадратичных форм {\displaystyle g\oplus (f^{2}\cdot h)}, она и определяется как метрический тензор в точке{\displaystyle (b,x)}.
Искривлённое произведение {\displaystyle (B\times F,g\oplus (f^{2}\cdot h))} обычно обозначается {\displaystyle F{\mathrel {{\times }_{f}}}B}.
Функция {\displaystyle f} также называется функцией искривления.
Пространство {\displaystyle B=(B,g)} называется базой, а пространство {\displaystyle F=(F,h)} — слоем искривлённого произведения {\displaystyle F{\mathrel {{\times }_{f}}}B}.

## Свойства
- Каждый слой {\displaystyle b\times F\subset B\times F} в {\displaystyle F{\mathrel {{\times }_{f}}}B} изометричен {\displaystyle f(b)\cdot F=(F,f^{2}(b)\cdot h)}.
- Каждый уровень {\displaystyle B\times x\subset B\times F} глобально изометричен базе {\displaystyle B=(B,g)}.
- Расстояния между точками {\displaystyle (b_{1},x_{1}),(b_{2},x_{2})\in F{\mathrel {{\times }_{f}}}B} полностью определяются по базе {\displaystyle B=(B,g)}, двум точкам {\displaystyle b_{1},b_{2}\in B}, функцией {\displaystyle f\colon B\to \mathbb {R} } и расстоянием между {\displaystyle x_{1}} и {\displaystyle x_{2}} в слое {\displaystyle F}.

## Примеры
- Искривлённое произведение {\displaystyle \mathbb {R} {\mathrel {{\times }_{\exp }}}\mathbb {R} } изометрично плоскости Лобачевского.
- Поверхность вращения всегда изометрична искривлённому произведению {\displaystyle \mathbb {S} ^{1}{\mathrel {{\times }_{f}}}\mathbb {I} } для некоторой функции искривления и вещественного интервала {\displaystyle \mathbb {I} }.
- Многие решения уравнения Эйнштейна, можно представить как искривлённые произведения, например, 
  - Метрика Шварцшильда,
  - Вселенная Фридмана.

## Вариации и обобщения
- Искривлённое произведение естественным образом обобщается на произведения метрических пространств с внутренней метрикой.[1]